# 玛格丽特·哈特利
玛格丽特·哈特利（英語：Margaret Hartley，1906年—1964年11月15日），英国女子竞技体操运动员。她曾代表英国获得1928年夏季奥运会体操比赛女子团体全能铜牌。她于1964年在默西賽德郡去世。